# Andrej Pirrwitz
Andrej Pirrwitz (* 1963 in Dresden) ist ein deutscher Fotograf.

## Biographie
Er studierte Physik in Odessa (Ukraine) und wurde 1992 an der Humboldt-Universität in Berlin promoviert. Von 1993 bis 2000 arbeitete er als Marketing Manager bei der EATON Company in Cleveland, USA. Seit 2001 lebt er in Straßburg.

## Werk
Pirrwitz führt Langzeitbelichtungen mit einer Großformatkamera aus. Seine Kunststile sind Realismus und Aktfotografie, darüber hinaus fertigt er Selbstporträts, Bilder von Stühlen und Büros sowie Aufnahmen aus Städten wie Bordeaux und Odessa.

## Einzelausstellungen
- 2005: Galerie Paul Maurin Paris, Artbuero Berlin
- 2006: Institut Français Dresden, Galerie Suty Coye-la-Forêt (Frankreich), Galerie Raphael12 Frankfurt, Galerie Lucien Schweitzer Luxemburg, Phoenix Gallery New York, Galerie Hrobsky Wien[3]
- 2007: Espace Apollonia, Straßburg, Espace Maillol/Castangalerie Perpignan, SUNBOW Gallery Shanghai, Vattenfall Art Space, Berlin
- 2008: Centre Franco-Allemand Karlsruhe, L’ESCA Straßburg, Galerie Lucien Schweitzer Luxemburg, DUOLUN Museum für Gegenwartskunst Shanghai, Fringe Club Hongkong, TOPRED Gallery Peking 798, Castangalerie Perpignan, Galerie Suty Coye-la-Forêt (Frankreich), Xavier Ronse Gallery Mouscron (Belgien)
- 2009: Kunstverein Offenburg, Galerie Raphael12 Frankfurt, Thomas-Dehler-Haus Berlin
- 2010: Kunstverein Jena,[1] Stadtgalerie Zwingenberg, Kunstverein Oerlinghausen, Verein Bildender Künste Trier, Galerie des Rathauses der Stadt Dresden,[4] Galerie Hrobsky Wien,[5] Riff-Art-Projects Paris, Galerie Döbele Dresden
- 2011: Kunstverein Neckar-Odenwald,[6] Kunstverein Norden,[7] Kunstverein Bayreuth,[8] Artenco Galerie Mouscron (Belgien)
- 2012: La Filature de Mulhouse,[9] Kunstverein Plauen, Stadtarchiv Dresden, Zentrum für zeitgenössische Kunst Soviart Kiev
- 2013: Museum Villa Schott Jena, Villa Rosenthal Jena, Museum für Gegenwartskunst Odessa (Ukraine)
- 2014: Galerie Felicia Singer Liechtenstein, Artenco Galerie Mouscron (Belgien)
- 2015: Galerie Alexander Stöckle Stuttgart, Galerie White Square Berlin
- 2016: Galerie Smudajeschek München
- 2017: European House of Photography Bratislava, Centre Europeén d´Actions Artistiques Contemporaines Strasbourg
- 2018 Willi-Sitte-Haus Merseburg, Kunstraum 34 Stuttgart, Alte Feuerwache Berlin